# Małgorzata Szejnert

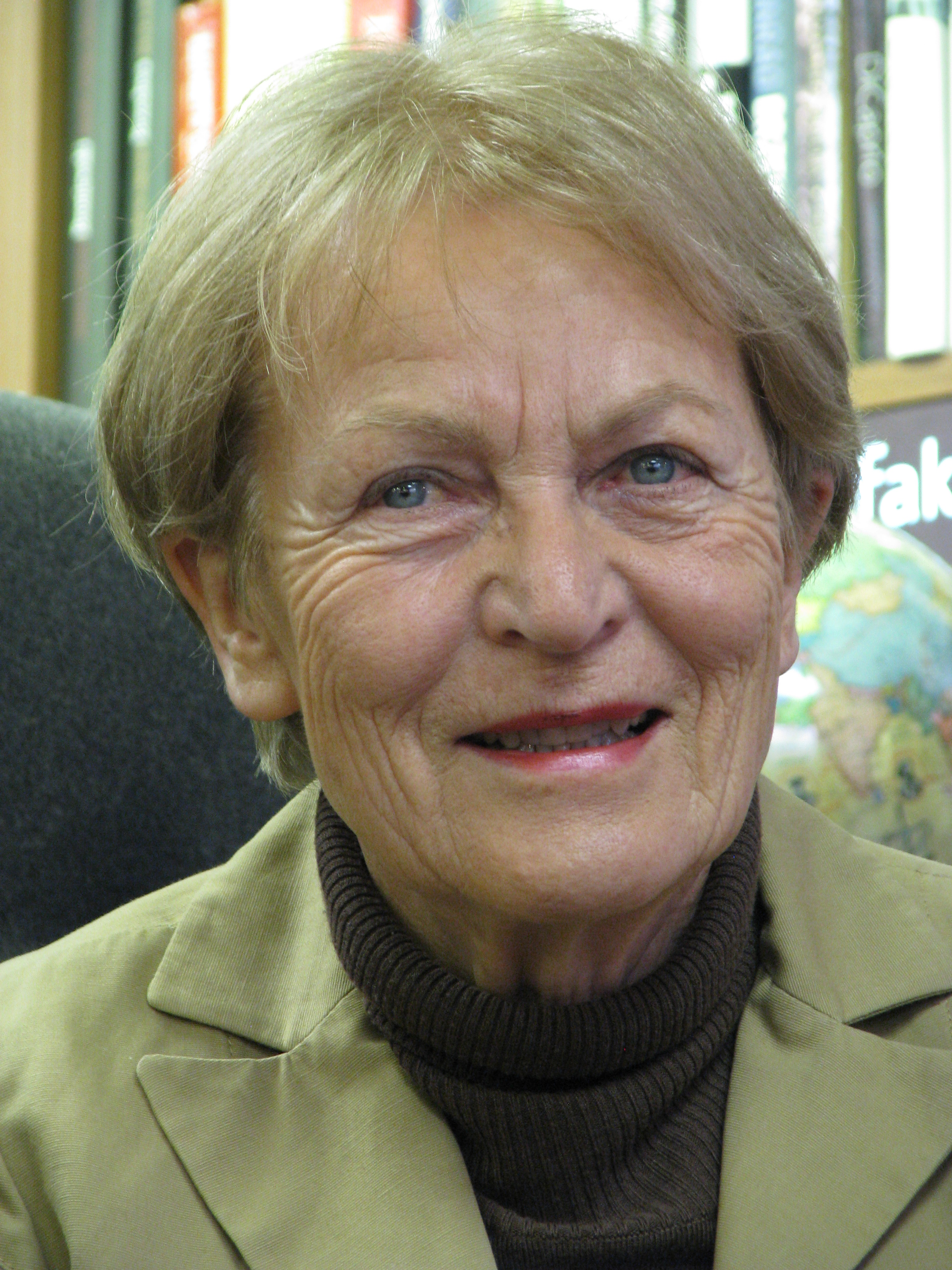
Małgorzata Szejnert (2015)

Małgorzata Szejnert (* 28. April 1936 in Warschau) ist eine polnische Journalistin und Feuilletonistin.

## Leben
Szejnert verbrachte ihre frühe Kindheit in Sieradz und zog 1939 mit ihren Eltern nach Biała Podlaska. Dort besuchte sie von 1948 bis 1953 das Mädchengymnasium. Nach dem Abitur nahm sie 1953 ein Studium der Journalistik an der Universität Warschau auf. Als Studentin leitete sie 1956 den Kulturteil der Zeitschrift Horyzonty. Nach Beendigung des Studiums 1958 arbeitet sie für den Kurier Polski und anschließend für den Tygodnik Demokratyczny. In den späten 1970er Jahren arbeitete sie für die Wochenzeitschrift Literatura. Im August 1980 war sie Mitverfasserin der Streikschrift der Stettiner Werft. Nach dem Ausruf des Kriegsrechts in Polen verlor sie ihre Anstellung bei der Zeitschrift Literatura. 1984 ging sie nach New York und arbeitete für die dortige Zeitung Nowy Dziennik. 1986 kehrte sie nach Polen zurück und war 1989 Mitgründerin der Gazeta Wyborcza, wo sie beinahe 15 Jahre lang die Leiterin der Reportageabteilung war. Seit ihrem Eintritt in den Ruhestand 2004 widmet sie sich hauptsächlich der Schriftstellerei.
Sie wohnt in Warschau.

## Publikationen
- Borowki przy ternpajku, 1972
- Ulica z latarnią, 1977
- I niespokojnie, tu i tam, 1980
- Szczecin: grudzień – sierpień – grudzień, 1984, zusammen mit Tomasz Zalewski
- Sława i infamia. Rozmowa z prof. Bohdanem Korzeniowskim, 1988
- Śród żywych duchów, 1990
- Czarny ogród, 2007
  - Der schwarze Garten, übersetzt von Benjamin Voelkel, 2015
- Wyspa klucz, 2009
- Dom żółwia: Zanzibar, 2011
- My właściciele Teksasu. Reportaże z PRL-u, 2013
- Usypać góry. Historie z Polesia, 2015

## Nominierungen und Auszeichnungen
- 2008: Finalistin des Nike-Literaturpreises mit Czarny ogród
- 2008: Nominierung für den Literaturpreis Gdynia in der Kategorie Prosa mit Czarny ogród
- 2010: Einzelpreis des Literaturpreises Gdynia für Wyspa klucz
- 2014: Offiziersorden Polonia Restituta
- 2015: Gloria-Artis-Silbermedaille für kulturelle Verdienste
- 2018: Samuel-Bogumil-Linde-Preis zusammen mit Navid Kermani